# Ján Kapko
Ján Kapko (* 13. září 1960) je bývalý slovenský fotbalista, obránce, reprezentant Československa. Za československou reprezentaci odehrál v letech 1982-1983 tři utkání, třikrát startoval i v olympijském výběru, 13x v reprezentaci do 21 let. V lize odehrál 236 utkání a vstřelil 1 gól. Hrál za Jednotu Trenčín (1978-1980), Duklu Praha (1980-1983) a DAC Dunajská Streda (1985-1992). S Duklou získal roku 1982 titul mistra Československa, s Dunajskou Stredou roku 1987 československý pohár. 10x startoval v evropských pohárech.